# Йохан Вилхелм Фризо (Насау-Диц)
Йохан Вилхелм Фризо фон Насау-Диц (на немски: Johann Willem Friso von Nassau-Dietz; * 4 август 1687, Десау; † 14 юли 1711, Моердийк, Нидерландия) е княз на Насау-Диц (1696 – 1711), барон на Бреда (1702 – 1711) и принц на Орания (1702 – 1711).

## Живот
Той е вторият син на княз Хайнрих Казимир II фон Насау-Диц (1657 – 1696) и съпругата му принцеса Хенриета Амалия фон Анхалт-Десау (1666 – 1726), дъщеря на княз Йохан Георг II фон Анхалт-Десау и Хенриета Катарина фон Насау-Орания.
На девет години той наследява баща си като наследствен щатхалтер във Фризия, Гронинген и Дренте и като княз на Насау-Диц, граф на Катценелнбоген, Вианден и Шпигелберг под опекунството на майка му.
Овдовелият през 1695 г. бездетен крал Вилхелм III († 1702) го поставя за свой универсален наследник. След смъртта на Вилхелм през 1702 г. обаче Фридрих I, първият крал на Прусия, и княз Вилхелм Хиацинт фон Насау-Зиген проявяват претенции за Орания. Въпросът се урежда едва с морит в Утрехт през 1713 г. Княжеството Орания отива на Франция и Прусия, и на сина на Йохан Вилхелм Фризо Вилхелм се признава формалната титла княз на Орания.
Йохан Вилхелм Фризо е от 1707 г. генерал-капитан на Фризия и през 1708 г. щатхалтер на Гронинген. От 1704 г. е генерал на инфантерията, участва в испанската наследствена война. При пресичане на Холандс Дип корабът му се преобръща и 23-годишният се удавя.

## Фамилия
Вилхелм Фризо се жени на 26 април 1709 г. в Касел за ландграфиня Мария Луиза фон Хесен-Касел (* 7 февруари 1688; † 9 април 1765), дъщеря на ландграф Карл фон Хесен-Касел (1654 – 1730). Той умира след две години на 14 юли 1711 г. на 23 години в Моердийк, Нидерландия.
Йохан Вилхелм Фризо и Мария Луиза имат две деца:
- Анна Шарлота Амалия (* 13 октомври 1710; † 17 ноември 1777), омъжена на 3 юли 1727 г. за наследствен принц Фридрих фон Баден-Дурлах (1703 – 1732)
- Вилхелм IV (1711 – 1751), женен 1734 г. за принцеса Анна от Великобритания (1709 – 1759), дъщеря на крал Джордж II